# Honda 1300

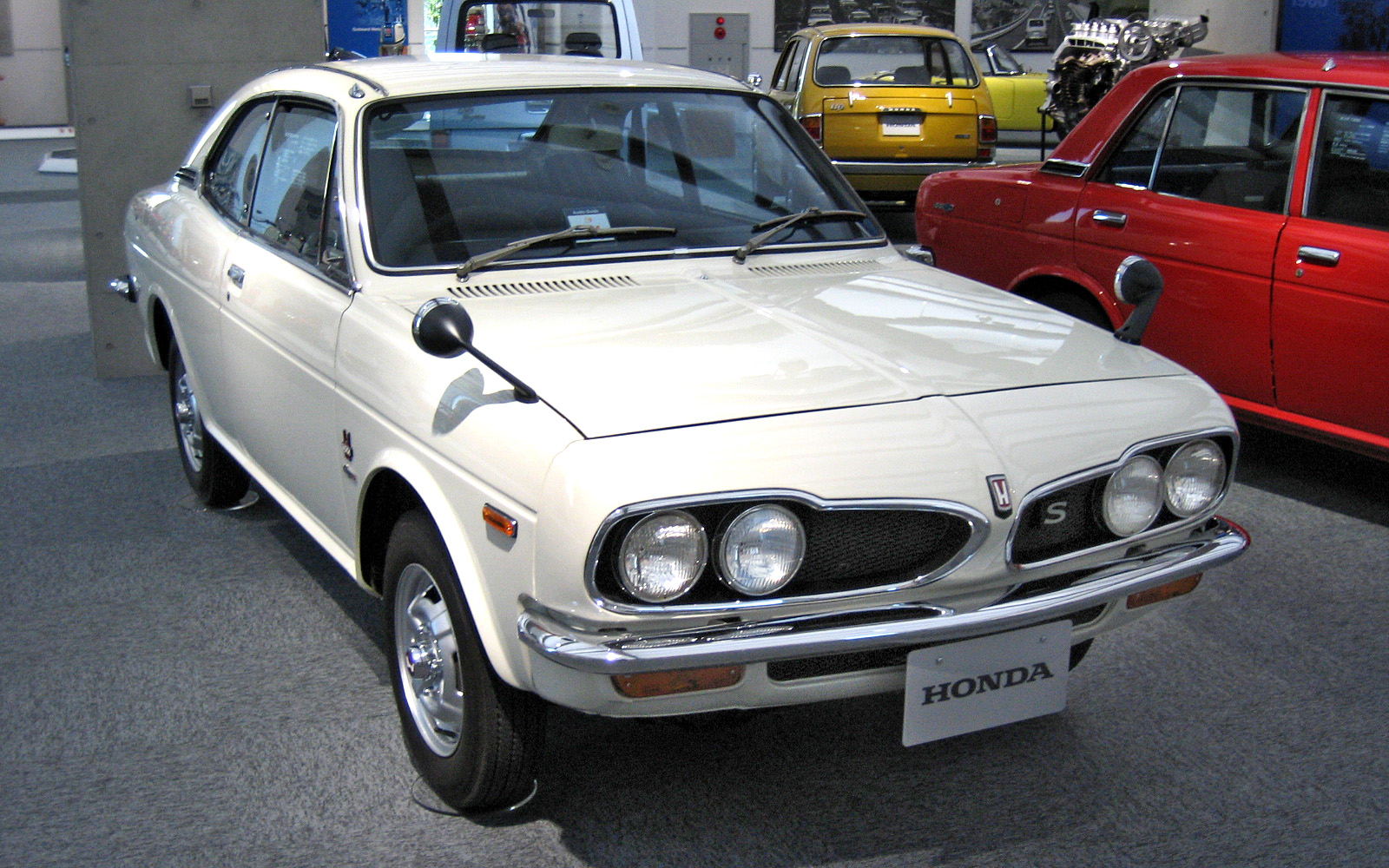
Honda 1300 coupe

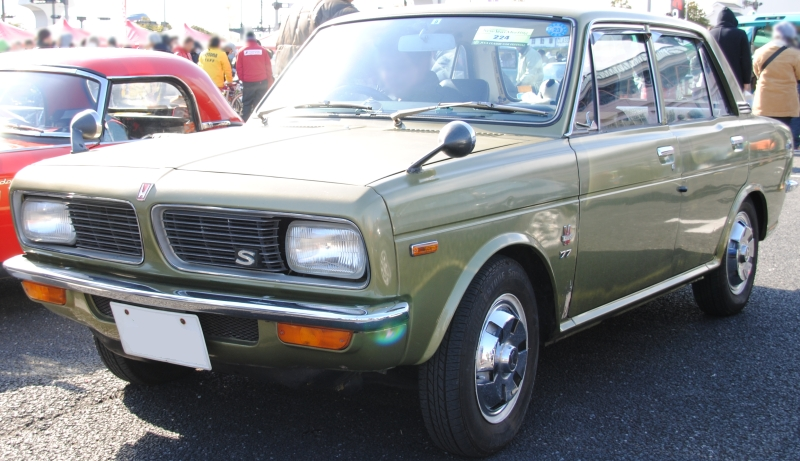
Honda 1300 77S

Honda 1300 – samochód osobowy klasy kompaktowej produkowany przez koncern Honda w latach 1969 - 1972. Auto zostało zaprezentowane po raz pierwszy podczas targów motoryzacyjnych w Tokio w 1968 roku. Na początku do sprzedaży trafiła wersja sedan, jednak w 1970 roku do oferty dołączyło coupe. Auto jako pierwsze było stworzone do konkurowania z Toyotą Coroną i Nissanem Bluebirdem. Zmiany w aucie wykonywane były kilka razy. Soichiro Honda był nieugięty pod kwestią silnika: chłodzonego powietrzem, a nie cieczą. Honda 1300 nie trafiła do sprzedaży na rynek amerykański.

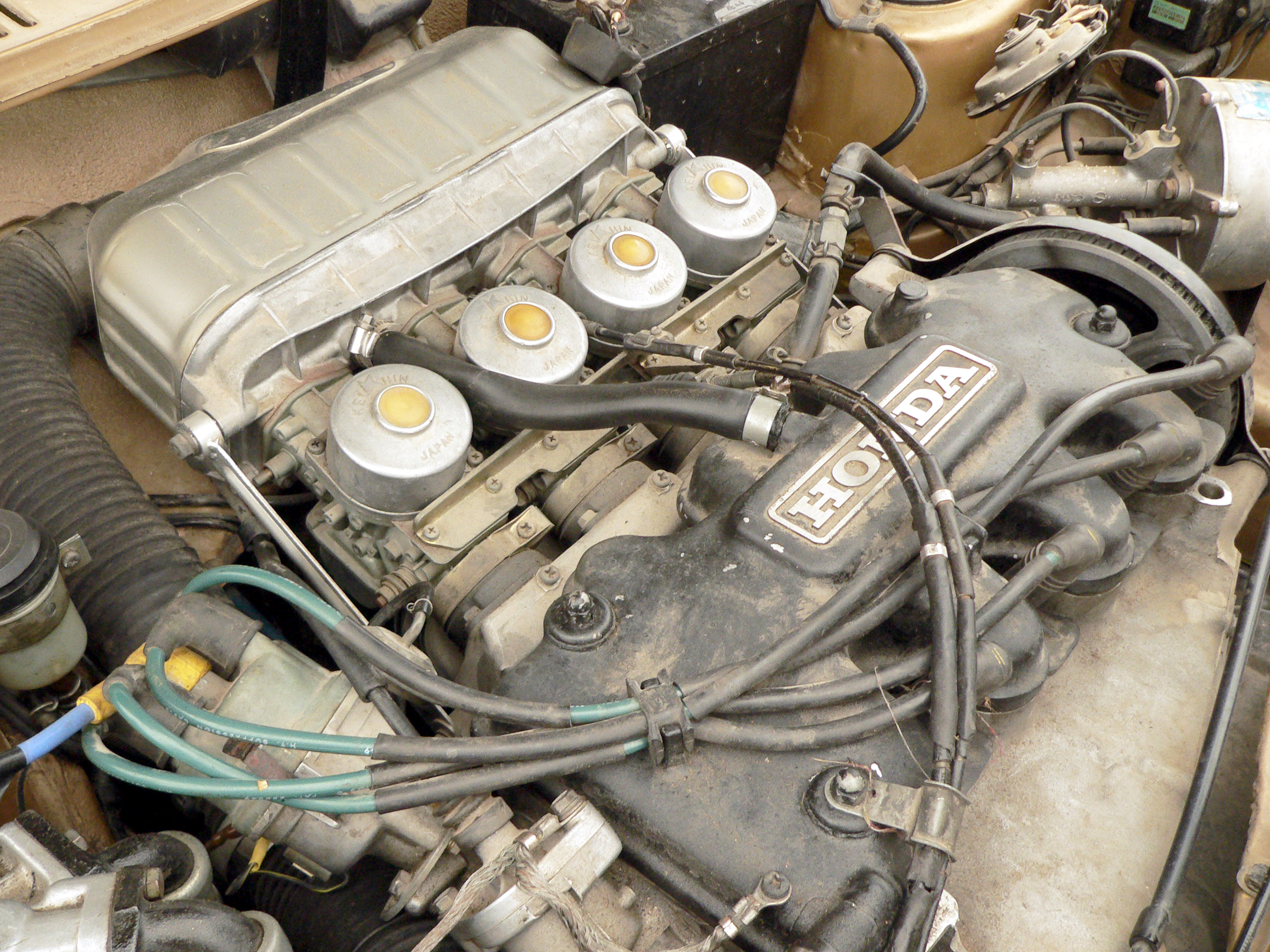
Silnik Honda 1300 DDAC

## Silnik
- R4 1,3 l (1299 cm³), 2 zawory na cylinder, SOHC
- Układ zasilania: gaźnik
- Średnica cylindra × skok tłoka: 74,00 mm × 75,50 mm
- Stopień sprężania: 9,0:1
- Moc maksymalna: 95 KM (70 kW) przy 7000 obr./min
- Maksymalny moment obrotowy: 103 N•m przy 4000 obr./min
- Maksymalna prędkość obrotowa silnika: 8000 obr./min[2]

## Osiągi
- Przyspieszenie 0-100 km/h: b/d
- Czas przejazdu pierwszych 400 m: 17,5 s
- Prędkość maksymalna: 170 km/h